# Oh Lonesome Me
«Oh Lonesome Me» es una canción escrita el 7 de junio de 1957 y grabada el 3 de diciembre de 1957 por Don Gibson, con Chet Atkins produciendola para RCA Victor en Nashville. La canción fue publicada el 17 de febrero de 1958 y alcanzó el puesto #1 en el Billboard Hot Country Songs por 8 semanas consecutivas. También alcanzó el número #7 en el Billboard Hot 100. El lado B, «I Can't Stop Loving You», la cual alcanzó la posición #7 en el Billboard Hot C&W Sides, se convirtió en una canción acerca del amor no correspondido. Los coros en ambas canciones fueron proporcionadas por The Jordanaires. 

## Versión de The Kentucky Headhunters
La canción fue versionada por la banda estadounidense The Kentucky Headhunters para su álbum de 1989, Pickin' on Nashville. La canción alcanzó la posición #8 en el Billboard Hot Country Songs. 

### Posicionamiento
| Gráfica (1990)                               | Pico de posición |
| -------------------------------------------- | ---------------- |
| Canadá (RPM Country Tracks)                  | 19               |
| Estados Unidos (Billboard Hot Country Songs) | 8                |

## Otras versiones
- 1958: Elvis Presley interpretó la canción durante su estadía en el Hotel Grünewald en Bad Nauheim.
- 1959: Sacha Distel hizo una versión en francés titulada «Oh ! quelle nuit».[9]
- 1960: La versión de Bob Luman alcanzó la posición #105 en el Billboard Hot 100.[10]
- 1961: Johnny Cash publicó la canción como sencillo, alcanzando el puesto #13.[11]
- 1962: Craig Douglas publicó una versión de la canción en el Reino Unido a través de Decca Records. La versión de Douglas entró en las de sencillos británicos el 20 de octubre de 1962, alcanzando el puesto #11 durante doce semanas.[12]
- 1962: Connie Francis incluyó la canción en su álbum Country Music – Connie Style.[13]
- 1962: Kay Starr incluyó la canción en su álbum Just Plain Country.[14]
- 1962: Ray Charles publicó en su álbum Modern Sounds in Country and Western Music Volume Two.[15]
- 1962: Larry Finnegan la publicó como sencillo.[16]
- 1963: El dúo The Everly Brothers grabó la canción para su álbum The Everly Brothers Sing Great Country Hits.[17]
- 1964: La cantante estadounidense Eydie Gormé la publicó en su álbum Gormé Country Style.[18]
- 1965: El músico estadounidense Bing Crosby la incluyó en su álbum Bing Crosby Sings the Great Country Hits.[19]
- 1965: La banda de rock estadounidense The Beau Brummels grabaron la canción para su álbum debut, Introducing The Beau Brummels.[20]
- 1966: La versión de Bobbi Martin alcanzó el puesto #134 en el Billboard Hot 100 y el #64 en el Billboard Hot Country Songs.[21]
- 1967: La cantante estadounidense Nancy Sinatra la publicó en su álbum Country, My Way.[22]
- 1970: El músico Neil Young la público en su álbum After the Gold Rush.[23]
- 1975: Ray Stevens la publicó en su álbum Misty.[24]
- 1975: El dúo Loggins and Messina grabaron la canción para su álbum de versiones So Fine.[25]
- 2002: Anne Murray la incluyó en su álbum Country Croonin'.[26]
- 2003: Tony Christie la incluyó en su álbum Country Roads.[27]
- 2007: La banda estadounidense Southern Culture on the Skids la grabaron para su álbum Countrypolitan Favorites.[28]
- 2009: El músico estadounidense M. Ward la versionó para su álbum Hold Time.[29]

## Uso en la cultura popular
- 1978: La cantante Loretta Lynn interpretó la canción en el episodio 308 de The Muppet Show.[30]
- En Steel Ball Run, la séptima parte de la franquicia de JoJo's Bizarre Adventure, el Stand de Mountain Tim, «Oh! Lonesome Me»,[a] es nombrado después de la canción.[31]